# Медведєво (Челябінська область)
Медведєво (рос. Медведево) — село у Чебаркульському районі Челябінської області Російської Федерації.
Входить до складу муніципального утворення Тимирязевське сільське поселення. Населення становить 698 осіб (2010).

## Історія
Від 1935 року належить до Чебаркульського району Челябінської області.
Згідно із законом від 16 листопада 2004 року органом місцевого самоврядування є Тимирязевське сільське поселення.

## Населення
| 2002 | 2010 |
| ---- | ---- |
| 624  | ↗698 |